# Zygmunt Florenty Wróblewski
Zygmunt Florenty Wróblewski (28 de octubre de 1845 - 16 de abril de 1888) fue un físico y químico polaco, pionero en el campo de los gases licuados.

## Semblanza

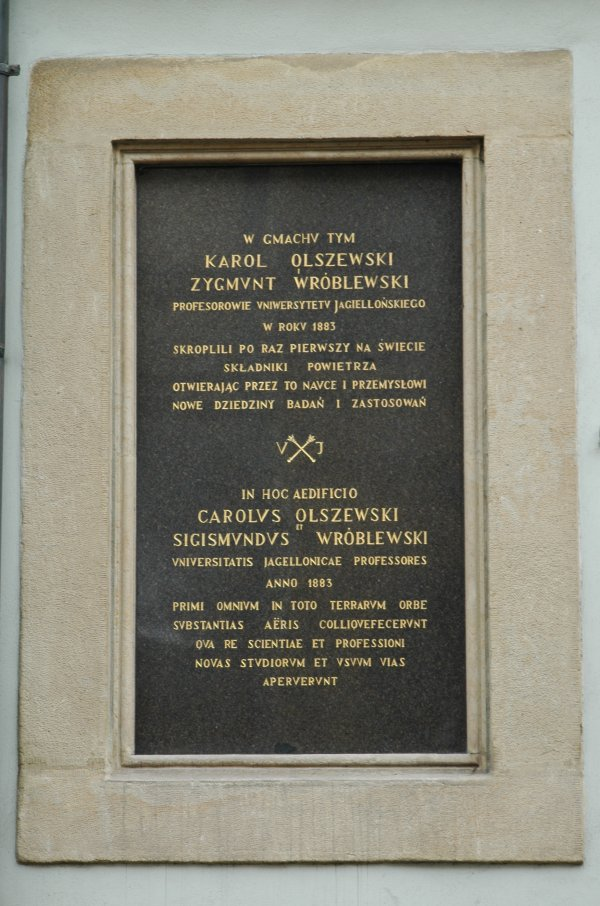
Inscripción en polaco y latín:
"En este edificio
Karol Olszewski y
Zygmunt Wróblewski
profesores de la Universidad Jaguelónica
en 1883
licuaron por primera vez en el mundo
los componentes del aire
con lo que abrieron a la ciencia y la industria
nuevos campos de investigación y aplicación"

Wróblewski nació en Grodno (Imperio ruso, actualmente Bielorrusia). Estudió en la Universidad de Kiev. Después de un exilio de seis años por participar en el levantamiento de Enero contra el Imperio ruso, graves problemas en su vista le obligaron a acudir a un oftalmólogo en Berlín; tras dos operaciones, pudo salvar su visión. Estudió en Berlín y Heidelberg, y defendió su disertación doctoral en la Universidad de Múnich en 1876, convirtiéndose en profesor asistente en la Universidad de Estrasburgo. En 1880 pasó a ser miembro de la Academia Polaca del Conocimiento.
Wróblewski fue introducido a la física de la condensación de gases por el profesor Caillet en la Escuela Normal Superior de París. Aceptó la cátedra de física que se le ofreció en la Universidad Jaguelónica, y comenzó el estudio de los gases en Cracovia, estableciendo al poco tiempo una colaboración con Karol Olszewski.
Mientras estudiaba el ácido carbónico, descubrió el clatrato de dióxido de carbono (hidrato de CO2). Informó de este hallazgo en 1882.
El 29 de marzo de 1883 Wróblewski y Olszewski usaron un nuevo método de condensación del oxígeno, y el 13 de abril del mismo año, del nitrógeno.
En 1888, mientras estudiaba las propiedades físicas del hidrógeno, un accidente con una lámpara de queroseno provocó que resultase severamente quemado. Murió poco después en un hospital de Cracovia.
Karol Olszewski continuó los experimentos, utilizando un aparato de cascada Pictet mejorado, con dióxido de carbono, etileno hirviendo en vacío, y nitrógeno hirviendo y aire en ebullición como agentes de enfriamiento.

## Publicaciones
- "Ueber die Diffusion der Gase durch absorirende Substanzen" (Sobre la difusión de gases a través de sustancias absorbentes), 1874

## Eponimia
- El cráter lunar Wróblewski lleva este nombre en su memoria.[6]